# تام لهرر
توماس اندرو لهرر (به انگلیسی: Thomas Andrew Lehrer) (/ˈlɛərər/؛ ۹ آوریل ۱۹۲۸ – ۲۶ ژوئیه ۲۰۲۵)، موسیقی‌دان، ترانه‌سرا، طنزپرداز و ریاضیدان اهل آمریکا بود که بعدها به تدریس ریاضیات و تئاتر موسیقی روی آورد. او در دهه‌های ۱۹۵۰ و ۱۹۶۰ به خاطر ترانه‌های زیرکانه و طنزآمیزش که محبوبیت زیادی پیدا کردند، شناخته شد. ترانه‌های لهرر اغلب با طنز، سبک‌های محبوب موسیقی را تقلید می‌کردند، اما معمولاً با ملودی‌های اصیل و خودشان. یک استثنا «عناصر» است که در آن او نام عناصر شیمیایی را به ملودی «آهنگ سرلشکر» از اپرای «دزدان دریایی پنزانس» اثر گیلبرت و سالیوان گنجانده است.
اجراهای اولیه لهرر عمدتاً به موضوعات غیر سیاسی و طنز سیاه پرداخته‌اند، مانند ترانه «مسموم کردن کبوتران در پارک». در دهه ۱۹۶۰، او ترانه‌هایی دربارهٔ مسائل اجتماعی و سیاسی آن زمان تولید کرد، به‌خصوص برای نسخه آمریکایی برنامه تلویزیونی «آن هفته‌ای که گذشت». محبوبیت این ترانه‌ها به مراتب فراتر از موضوعات و ارجاعات زمانی‌شان است. لهرر با نقل قول از یک دوستش توضیح داده است: «همیشه بدترین را پیش‌بینی کنید تا به عنوان پیشگو تحسین شوید.» او در اوایل دهه ۱۹۷۰ عمدتاً از اجرای عمومی کناره‌گیری کرد تا وقت خود را صرف تدریس ریاضیات و تاریخ تئاتر موسیقی در دانشگاه کالیفرنیا، سانتا کروز کند.

## ابتدای زندگی
توماس اندرو لهرر در تاریخ ۹ آوریل ۱۹۲۸ در یک خانواده یهودی سکولار در بالای منهتن در سمت شرقی به دنیا آمد. او فرزند موریس جیمز لهرر و آنا لهرر (متولد والر) بود. لهرر از سن هفت سالگی به مطالعه پیانو کلاسیک پرداخت، اما بیشتر به موسیقی محبوب آن زمان علاقه‌مند بود. سرانجام، مادرش او را نزد یک معلم پیانو موسیقی محبوب فرستاد. در این سنین جوانی، او شروع به نوشتن آهنگ‌های نمایشی کرد که در نهایت به او در دوران تدریس و ساخت آهنگ‌های طنز در دانشگاه هاروارد و سپس در دیگر دانشگاه‌ها کمک کرد.
لهرر به مدرسه هوراس من در ریوردیل، نیویورک، که بخشی از برانکس است، رفت. او همچنین در اردوگاه آندروسکاگین، هم به عنوان کمپر و هم به عنوان مشاور، شرکت کرد. لهرر به عنوان یک نابغه کودک شناخته شده بود و در سن ۱۵ سالگی پس از فارغ‌التحصیلی از مدرسه لومیس، وارد کالج هاروارد شد، جایی که یکی از استادانش ایروینگ کاپلانسکی بود. به عنوان دانشجوی رشته ریاضیات در کالج هاروارد، او شروع به نوشتن ترانه‌های طنز برای سرگرم کردن دوستانش کرد، از جمله «با شدت بجنگ، هاروارد» (۱۹۴۵). این ترانه‌ها بعدها به‌طور جمعی «نمایش فیزیکی» نامیده شدند، که اشاره‌ای شوخی‌آمیز به یکی از مجلات علمی پیشرو، نشریه فیزیک بود.

## دوران تحصیلی و نظامی
لهرر در سال ۱۹۴۶ با درجه لیسانس هنر در ریاضیات از دانشگاه هاروارد فارغ‌التحصیل شد و مدرک کارشناسی ارشد خود را در سال بعد دریافت کرد و به انجمن فی بتا کاپا پیوست. او بعدها در مؤسسه فناوری ماساچوست (MIT)، دانشگاه هاروارد، دانشگاه ولزلی و دانشگاه کالیفرنیا، سانتا کروز، به تدریس ریاضیات و دروس دیگر پرداخت. لهرر برای چندین سال در برنامه دکترای هاروارد باقی ماند، زمانی را به کار موسیقی و به عنوان محقق در آزمایشگاه علمی لوس آلاموس اختصاص داد.
لهرر از ۱۹۵۵ تا ۱۹۵۷ به ارتش آمریکا فراخوانده شد و در آژانس امنیت ملی (NSA) کار کرد. او گفته است که در این زمان شات ژله‌ای را اختراع کرد، به عنوان راهی برای دور زدن ممنوعیت نوشیدنی‌های الکلی در یک پایگاه نظامی. با وجود داشتن مدرک کارشناسی ارشد در دورانی که بسیاری از سربازان آمریکایی حتی دیپلم دبیرستان نداشتند، لهرر به عنوان یک سرباز ساده خدمت کرد و به درجه سوم تخصصی رسید، که خودش آن را «سرجوخه بدون پرتفولیو» توصیف کرده است. این تجربیات به مواد خوراکی برای ترانه‌هایی مانند «غرب وحشی جایی است که می‌خواهم باشم» و «به یک سرباز افتخار می‌کند» تبدیل شدند. در سال ۲۰۲۰، لهرر به صورت عمومی فاش کرد که به NSA اختصاص داده شده بود؛ از آنجایی که وجود خود NSA در آن زمان محرمانه بود، لهرر خود را در موقعیتی یافت که ناخودآگاه از کار با سلاح‌های هسته‌ای به عنوان داستان پوششی استفاده می‌کرد. در سال ۱۹۶۰، لهرر به تحصیلات ریاضی تمام‌وقت در هاروارد بازگشت. از سال ۱۹۶۲، او در بخش علوم سیاسی در مؤسسه فناوری ماساچوست (MIT) تدریس کرد. در سال ۱۹۶۵، او پس از ۱۵ سال کار متناوب روی پایان‌نامه دکترای خود در مورد حالت‌ها در آمار، از آن دست کشید. در سال ۱۹۷۲، لهرر به هیئت علمی دانشگاه کالیفرنیا، سانتا کروز پیوست و یک دوره مقدماتی با عنوان «طبیعت ریاضیات» برای دانشجویان رشته‌های هنری تدریس کرد - «ریاضی برای تنورها»، طبق گفته لهرر. او همچنین کلاسی در زمینه تئاتر موسیقی تدریس کرد و گاهی در سخنرانی‌های خود ترانه‌ها را اجرا می‌کرد. در سال ۲۰۰۱، لهرر آخرین کلاس ریاضیات خود را با موضوع بی‌نهایت تدریس کرد و از دانشگاه بازنشسته شد. او همچنان در منطقه زندگی می‌کند و در سال ۲۰۰۳ گفته است که هنوز در اطراف دانشگاه کالیفرنیا، سانتا کروز «وقت می‌گذراند».

## موسیقی

### سبک و تأثیرات
لهرر بیشتر تحت تأثیر تئاتر موسیقی بود. طبق کتاب جرالد ناچمن به نام "جدی و خنده‌دار"، موزیکال برادوی "Let's Face It!" تأثیر عمیق و دائمی بر او داشت. سبک لهرر شامل تقلید از انواع مختلف آهنگ‌های محبوب است. به عنوان مثال، علاقه او به آهنگ‌های لیستی او را به نوشتن "عناصر" سوق داد که در آن عناصر شیمیایی را به ملودی "آهنگ سرلشکر" از گیلبرت و سالیوان فهرست کرد.
در دومین جلد خود زندگی‌نامه آیزاک آسیموف، پروفسور دانشگاه بوستون، در «شادی هنوز احساس می‌شد»، از دیدن اجرای لهرر در یک کلوپ شبانه بوستون در تاریخ ۹ اکتبر ۱۹۵۴ یاد کرد. لهرر ترانه‌ای دربارهٔ جیم که آن را از لوئیز گرفته بود و سالی از جیم خواند، "... و پس از مدتی متوجه شدید که 'آن' بیماری مقاربتی است. ناگهان، هنگامی که ترکیبات بیشتر و عجیب‌تر می‌شدند، متوجه شدید که او هر نوع کجروی معروفی را بدون استفاده از یک عبارت نامناسب، طنز می‌کرد. به وضوح خارج از کلوپ شبانه قابل خواندن نبود." [این ترانه احتمالاً "I Got It From Agnes" بود.] آسیموف همچنین به یک ترانه اشاره کرد که با سیستم متروی بوستون سروکار داشت و از ایستگاه‌هایی که از هاروارد به شهر می‌رفتند استفاده می‌کرد و متوجه شد که موضوع محلی آن برای توزیع عمومی بی‌فایده بود. لهرر بعداً به آسیموف اجازه چاپ متن ترانه مترو را در کتابش داد. آسیموف گفت: "من اغلب به کلوپ‌های شبانه نمی‌روم، اما از همه دفعاتی که رفته‌ام، در این مورد بیشترین لذت را بردم."

### ضبط‌ها
لهرر با موفقیت اجراهای خود تشویق شد و در سال ۱۹۵۳ با پرداخت ۱۵ دلار (معادل ۱۶۴ دلار در سال ۲۰۲۲) برای استودیو، «ترانه‌های تام لهرر» را ضبط کرد. تعداد اولیه چاپ ۴۰۰ نسخه بود. ایستگاه‌های رادیویی به دلیل موضوعات بحث‌برانگیز او، ترانه‌های او را پخش نمی‌کردند، بنابراین او آلبوم را در پردیس هاروارد به قیمت ۳ دلار، معادل ۳۳ دلار در سال ۲۰۲۲ می‌فروخت، در حالی که «چند فروشگاه نزدیک پردیس هاروارد آن را به قیمت ۳٫۵۰ دلار می‌فروختند، تنها با کمی سود به عنوان نوعی خدمات جامعه. کیوسک‌های روزنامه‌فروشی در پردیس آن را به همان قیمت می‌فروختند.» پس از یک تابستان، او شروع به دریافت سفارش‌های پستی از سراسر کشور کرد، حتی از جاهای دوری مانند سان فرانسیسکو، پس از اینکه سان فرانسیسکو کرونیکل مقاله‌ای دربارهٔ رکورد نوشت. علاقه به ضبط‌های او از طریق شایعات پخش شد. مردم برای دوستان خود رکوردهایشان را پخش می‌کردند و آنها نیز یک نسخه می‌خواستند. لهرر به یاد آورد، «به دلیل عدم افشا در رسانه‌ها، ترانه‌های من به آرامی گسترش یافتند. مثل هرپس، نه ابولا.»
آلبوم شامل "I Hold Your Hand in Mine" که یک ترانه ماکرانه است، "Be Prepared" که کمی جسورانه است و "Lobachevsky" دربارهٔ ریاضیدانان دزدکار می‌باشد. این آلبوم بدون تبلیغات و انتشار خودمختار به موفقیت فرقه‌ای رسید. توزیع محدود آلبوم باعث شد آلبوم تقلیدی توسط جک "Enjal" (مستعار جک ناگل) در سال ۱۹۵۸ بدون اجازه لهرر منتشر شود، جایی که برخی از متن‌ها به اشتباه نوشته شده بودند.
لهرر در سال ۱۹۵۹ یک سری از تورهای کنسرت را آغاز کرد و دومین آلبوم خود را ضبط کرد. او دومین آلبوم خود را در دو نسخه منتشر کرد: ترانه‌ها یکسان بودند، اما "More of Tom Lehrer" یک ضبط استودیویی و "An Evening Wasted with Tom Lehrer" ضبط زنده کنسرت بود. در سال ۲۰۱۳، لهرر جلسه استودیویی برای "Poisoning Pigeons in the Park" که به روش کنترل کبوتران در بوستون با ذرت مخلوط با استریکنین اشاره داشت را به یاد آورد:
کپیست در آخرین لحظه با قطعات آمد و آنها را به گروه تحویل داد… و عنوانی روی آن نبود، و شعری هم وجود نداشت. و بنابراین آنها از آن عبور کردند، "چه والس دلپذیری".... و مهندس گفت، "'Poisoning Pigeons in the Park،' گرفتن اول"، و نوازنده پیانو گفت، "چی؟" و واقعاً از صندلی افتاد.

### تورها
لهرر در تاریخ ۴ دسامبر ۱۹۵۷ در انگلستان شکستی برجسته داشت، زمانی که دانشگاه لندن مدرک دکترای موسیقی افتخاری به شاهدخت مارگارت اعطا کرد و گوینده عمومی، پروفسور جی.آر. ساترلند، اظهار داشت که این مدرک «به علم و دقت بالایی که شاهدخت در موسیقی دارد و به عنوان یک اجراکننده ماهر و برجسته شناخته می‌شود، تعلق می‌گیرد، سلیقه‌اش گسترده است و از موتزارت تا کالیپسو و از اپرا تا ترانه‌های خانم بیتریس لیلی و تام لهرر متغیر است.» این امر باعث ایجاد علاقه قابل توجهی به آثار لهرر شد و به توزیع آلبوم او که پنج ساله بوده‌اش در بریتانیا کمک کرد. در اینجا موسیقی او موفقیت‌های واقعی فروش را به دست آورد، نتیجهٔ اشاره به مواد او توسط روزنامه‌های دانشگاهی و بدون اشتباه به دلیل بی‌بی‌سی بود که در سال ۱۹۵۸ از پخش ۱۰ از ۱۲ ترانه از آلبوم او منع کرد. تا پایان دهه ۱۹۵۰، لهرر ۳۷۰٬۰۰۰ عدد از آلبوم‌هایش را فروخته بود.

### آن هفته که بود
در سال ۱۹۶۰، لهرر عملاً از تورهای خود در ایالات متحده بازنشستگی کرد. در همان سال، به استرالیا و نیوزیلند سفر کرد و در مجموع ۳۳ کنسرت با استقبال بزرگی اجرا کرد و به اختلاف نظرهایی هم پیوست. در حین اقامت در نیوزیلند، ترانه‌ای با مضمونی منتقدانه دربارهٔ تور تیم ملی نیوزیلند به سوی آفریقای جنوبی دوران آپارتاید و نگرش نخست‌وزیر والتر نش نوشت. تورهای لهرر در دوره‌ای برگزار شد که به عبارت خود او، "من ممنوع و سانسور شده بودم، در چندین مجلس از من یاد شده بود و تهدید به بازداشت شدن می‌شد". به خصوص، ترانه "آماده باشید" از کمیسر پلیس بریزبین مقاومت ابتدایی را در پیش گرفت. او در استرالیا چندین ترانه اجرا کرد که هنوز منتشر نشده بودند، از جمله "تانگوی خون‌خواهی ماسوکیسم". در اوایل دهه ۱۹۶۰، به عنوان ترانه‌سرای اصلی برنامه تلویزیونی That Was The Week That Was (TW3) نسخه آمریکایی، یک برنامه طنز تلویزیونی، استخدام شد. نسبت به سایر آثار خود، ترانه‌های بیشتری از او به شدت سیاسی شدند، حداقل موضوعی شدند، در موضوعاتی مانند آموزش ("ریاضیات جدید")، کنسیلیوم واتیکان دوم ("ورایکان رگ")، روابط نژادی ("هفته برادری ملی")، آلودگی هوا و آب ("آلودگی")، نظامی‌گری آمریکایی ("ارسال مارینز")، و گسترش هسته‌ای ("کیست مورد بعدی؟" و "کنایه آرامشی موشک‌ها") مورد بحث قرار گرفتند. او همچنین ترانه‌ای با مضمونی طنز دربارهٔ دانشمند موشک‌های ورنر فون براون، که قبلاً برای آلمان نازی کار کرده بود و سپس برای ایالات متحده فعالیت می‌کرد، نوشت. لهرر در برنامه تلویزیونی حضور نداشت؛ خواننده نانسی امز ترانه‌های او را اجرا کرد (به نارضایتی لهرر) و برخی از خطوط از ترانه‌های او حذف شد. لهرر بعداً نه ترانه از این ترانه‌ها را در آلبوم That Was The Year That Was (۱۹۶۵) که در شبخوانی Hungry I در سان فرانسیسکو ضبط شده بود، ضبط کرد. در سال ۱۹۶۶، مجری تلویزیونی بی‌بی‌سی، دیوید فراست به بازگشت به انگلستان با برنامه تلویزیونی The Frost Report همراه با جولی فلیکس با اجرای طنز موسیقی از لهرر برگشت. این برنامه به صورت زنده پخش می‌شد و او تمام قسمت‌های خود را در یک اجرا پیش‌ضبط کرد. لهرر در هر نسخه حضور نداشت، اما ترانه‌های او در بخش مناسبی از هر برنامه نمایش داده شدند. حداقل دو ترانه از او در هیچ‌یک از آلبوم‌های او گنجانده نشدند: تغییری از "تمام شدن اخبار" نوآل کاوارد (با برخی متن‌های جدید) و توضیح طنزی در مورد اینکه چگونه بریتانیا می‌تواند به معاملات پول به سیستم دهی سریع و آسان بپیوندد. معاملهٔ آلبوم آهنگ‌های تام لهرر با ریپرایز رکوردز حق توزیع برای ضبط‌های قدیمی‌تر او را داد؛ چرا که لهرر می‌خواست برچسب ضبط خود را ببندد. نسخه رکورد استریو ضبط مجدد آلبوم ترانه‌ها توسط لهرر خود دیگر در قالب یک CD منتشر نشد، چرا که لهرر راضی به آن نبود. او در طی ۱۹۹۶ گفته بود که فروش جهانی ضبط‌های تحت لیبل ریپرایز بیش از ۱٫۸ میلیون واحد بوده است. همان سال، آلبوم That Was The Year That Was به عنوان طلایی شناخته شد. یادداشت‌های روی جلد آلبوم ترانه‌های او را با لطافت خودمذاقانه ترویج می‌کنند، مثل نقل قولی از بررسی نیویورک تایمز از سال ۱۹۵۹: الهام لهرر "توسط عواملی از جمله مزاج محدودی محدود نشده است".

## ترک صحنه موسیقی
در دهه ۱۹۷۰، لهرر به تدریس ریاضی و تئاتر موسیقی متمرکز شد، اگرچه همچنین ده ترانه برای برنامه تلویزیونی کودکان آموزشی به نام The Electric Company نوشت. آخرین اجرای عمومی او در طی سال ۱۹۷۲ در یک تور جمع‌آوری کمک مالی برای نامزد ریاست‌جمهوری ایالات متحده دموکرات به نام جورج مک‌گوورن برگزار شد. در یک مصاحبه در کتابی که به همراه مجموعه CD او در سال ۲۰۰۰ منتشر شد و در مورد دلایل ترک حرفه موسیقی اش پرسیده شد، لهرر عدم علاقه، ناپسندی از تورنگ، و خستگی از اجرای تکراری همان ترانه‌ها را علت ترک کردن حرفه موسیقی خود ذکر کرد. او توجه کرد که وقتی احساس کرد ترانه بنویسد و اجرا کند، این کار را می‌کرد و وقتی این احساس را نداشت، انجام نمی‌داد، و پس از گذشت مدتی به سادگی علاقه‌ای به این کار نداشت. با وجود اینکه لهرر «قهری از چپ ضد انرژی هسته‌ای و حقوق مدنی» بود و مسائل سیاسی آن را در بسیاری از ترانه‌های خود پوشش داده بود و حتی با مخالفت نیو لفت دربارهٔ جنگ ویتنام و حمایت از حقوق مدنی، او از ادراری‌های استایل معاصر دهه ۱۹۶۰ تنفر داشت و هنگامی که جنبش مخالفان به تعداد اندازه‌گیری گرفت، اجرا نکرد. حرفه موسیقی لهرر نسبتاً کوتاه بود. او یک بار اشاره کرده بود که فقط ۱۰۹ اجرا انجام داده و در مدت ۲۰ سال ۳۷ ترانه نوشته است. با این حال، او دنباله‌داری قابل توجهی در ایالات متحده و خارج از کشور داشت.

## بازنشر
موسیقی لهرر به یکی از قسمت‌های معمول برنامه Doctor Demento تبدیل شد زمانی که این برنامه در سال ۱۹۷۷ به پخش ملی راه‌اندازی شد. در سال ۱۹۸۰، کامرون مکینتاش تئاتری به نام Tomfoolery تولید کرد، یک اجرای مجموعه ترانه‌های لهرر که در تئاتر لندن موفقیت‌آمیز بود. در ابتدا لهرر در این نمایش شرکت نکرد، اما با آن راضی شد و در نهایت پشتیبانی کامل خود را به این تولید تئاتر داد و برخی از متن‌های ترانه‌های خود را برای این نمایش به‌روز کرد. Tomfoolery شامل ۲۷ ترانه بود و منجر به بیش از ۲۰۰ تولید شد، از جمله یک تولید Off-Broadway در Village Gate که در سال ۱۹۸۱ به مدت ۱۲۰ اجرا برگزار شد. لهرر در ارتباط با پخش نخستین نمایش Tomfoolery در تئاتر Criterion در لندن در سال ۱۹۸۰ در برنامه تلویزیونی Parkinson بی‌بی‌سی حضور تلویزیونی نداشت. در حین این پخش، او ترانه "I Got It from Agnes" را اجرا کرد. در سال‌های ۱۹۸۲ و ۲۰۱۸–۱۹ نیز نمایش‌های "Tomfoolery" در سانفرانسیسکو برگزار شدند. در سال ۱۹۹۳، او ترانه "That's Mathematics" را برای افتتاحیه ویدیویی مؤسسه تحقیقات علوم ریاضی نوشت که از تئورم آخرین فرما بهره‌برداری می‌کرد. در تاریخ ۷ و ۸ ژوئن ۱۹۹۸، لهرر برای اولین بار به مدت ۲۵ سال در تئاتر Lyceum در لندن به عنوان بخشی از نمایش Hey, Mr. Producer! به اجرا پرداخت که به جشنواره حرفه‌ای کامرون مکینتاش، تهیه‌کننده Tomfoolery اختصاص داشت. اجرای ۸ ژوئن تنها اجرای او قبل از ملاقات با ملکه الیزابت دوم بود. لهرر ترانه "Poisoning Pigeons in the Park" و نسخه به‌روزشده ترانه پراشتهاد هسته‌ای "Who's Next؟" را خواند. در سال ۲۰۰۰، لهرر توجیه کرد که شک ندارد که ترانه‌های او تأثیر واقعی‌ای بر روی افرادی که قبلاً منتقد نظام بودند، نداشته باشد: "به نظر نمی‌آید این نوع چیز تأثیری روی افراد غیر متحول داشته باشد، به صراحت. حتی به منتقدان هم پیام‌رسانی نمی‌کند. این حتی به کسانی که قبلاً منتقد نظام بوده‌اند هم پیام‌رسانی نمی‌کند… من علاقه‌مند به نقل‌قول پیتر کوک هستم که دربارهٔ کاباره‌های ساخره برلین در دهه ۱۹۳۰ صحبت کرد که بسیار به جلوگیری از ظهور هیتلر و جلوگیری از جنگ جهانی دوم کمک کرد." او جوکی گفته است که دربارهٔ حرفه موسیقی‌اش: "اگر بعد از شنیدن ترانه‌های من فقط یک انسان الهام بگیرد که چیزی بی‌ادبانه به دوستی بگوید، یا شاید به عزیزانی زده کند، تمام این کار ارزش خواهد داشت." در سال ۲۰۰۳، لهرر توجیه کرد که نوع خاصی از سخریه سیاسی او در دنیای مدرن دشوارتر است: "مسائل واقعی را فکر نمی‌کنم بیشتر افراد لمس کرده باشند. شوخی‌های کلینت همه در مورد مونیکا لوئینسکی و این مسائل هستند و نه دربارهٔ مسائل مهم مانند اینکه او مینهاهای زمینی را ممنوع نکرد… من تمام شوخی کردن از جورج دبلیو بوش را جلب نمی‌کنم. نمی‌توانستم بفهمم کدام نوع ترانه را بنویسم. مشکل این است: من نمی‌خواهم جورج بوش و عوامل پشت پرده‌اش را سخریه کنم، من می‌خواهم آنها را تبخیر کنم." در سال ۲۰۰۰، مجموعه CD با عنوان The Remains of Tom Lehrer توسط Rhino Entertainment منتشر شد. این مجموعه شامل نسخه‌های زنده و استودیویی از دو آلبوم او اولین آلبوم‌هایش بود، That Was The Year That Was، ترانه‌هایی که برای The Electric Company نوشته بود، و برخی از مواد جدید، یک کتابچه متن کوچک با مقدمه‌ای از Dr. Demento. در سال ۲۰۱۰، Shout! Factory کمپینی برای بازنشر آلبوم‌های قدیمی لهرر را آغاز کرد و این آلبوم‌ها را به صورت دیجیتال در دسترس قرار داد. مجموعه CD/DVD با عنوان The Tom Lehrer Collection نیز منتشر شد که شامل ترانه‌های معروف تر او بود،